# هشام الدمیعی
هشام الدمیعی (انگلیسی: Hicham Dmiai؛ زادهٔ ۱۱ ژانویهٔ ۱۹۷۱) بازیکن فوتبال بود.
وی به‌همراه تیم ملی فوتبال مراکش در بازی‌های المپیک تابستانی ۱۹۹۲ حضور داشته است. 